# Celso Brambilla
Celso Giovanetti Brambilla (São Paulo, 1951) é um ex-ativista estudantil e sindical brasileiro. Foi operário das indústrias Caterpillar e Mercedes Benz. 
Durante a ditadura militar ficou conhecido nacionalmente por ter sido preso, em 28 de abril de 1977, junto com José Maria de Almeida (Cofap e Mannesmann) e Márcia Bassetto, distribuindo panfletos comemorativos do primeiro de maio em São Bernardo do Campo. Todos eram militantes da organização clandestina Liga Operária, sendo presos também os estudantes Ademir Mariri, Fernando Antonio de Oliveira Lopes e Anita Maria Fabri. Estas prisões deram motivo às primeiras manifestações de massa em todo Brasil pelo fim da tortura e pela anistia, na década de 1970, conforme descreve intensamente a Folha de S. Paulo em 10 de maio de 1977 e a imprensa da época.
Ingressou na Universidade Federal de São Carlos, no curso de Engenharia Civil (1974).